# ماري كانتويل
ماري كانتويل (بالإنجليزية: Mary Cantwell)‏ (1930 - 2000)؛ صحفية وروائية أمريكية.